# Veliko Mraševo
Veliko Mraševo je naselje v Občini Krško.